# Buick
Buick er et amerikansk luksus-bilmærke fra General Motors. Buick-modeller sælges i USA, Canada, Mexico, Kina, Taiwan og Israel. Kina er det største marked.
Buick blev grundlagt i 1899 som Buick Auto-Vim and Power Company, men først den 19. maj 1903 blev Buick Motor Company oprettet. Den første bil var klar til salg i
1904. Buick regnes for at være det ældste bilmærke i USA, der fortsat producerer biler.
General Motors (GM) og Buick hænger uløseligt sammen. Den 16. september 1908 blev General Motors etableret som et holdingselskab for Buick. I 1909 blev Cadillac, Elmore, Oakland, Reliance Motor Truck Company og Rapid Motor Vehicle Company, som var forløberen til GMC Truck, indlemmet i GM.
- Buick Tonneau (1910).
- Buick 4-Door Convertible (1937).
- Buick 80C Roadmaster (1938).
- Buick Sports Coupé (1939).
- Buick Super (1957).
- Buick Century GS (1973).
- Buick Regal (1987).
- Buick Roadmaster (1991).
- Buick Century (2001).